# Domkapitel Konstanz

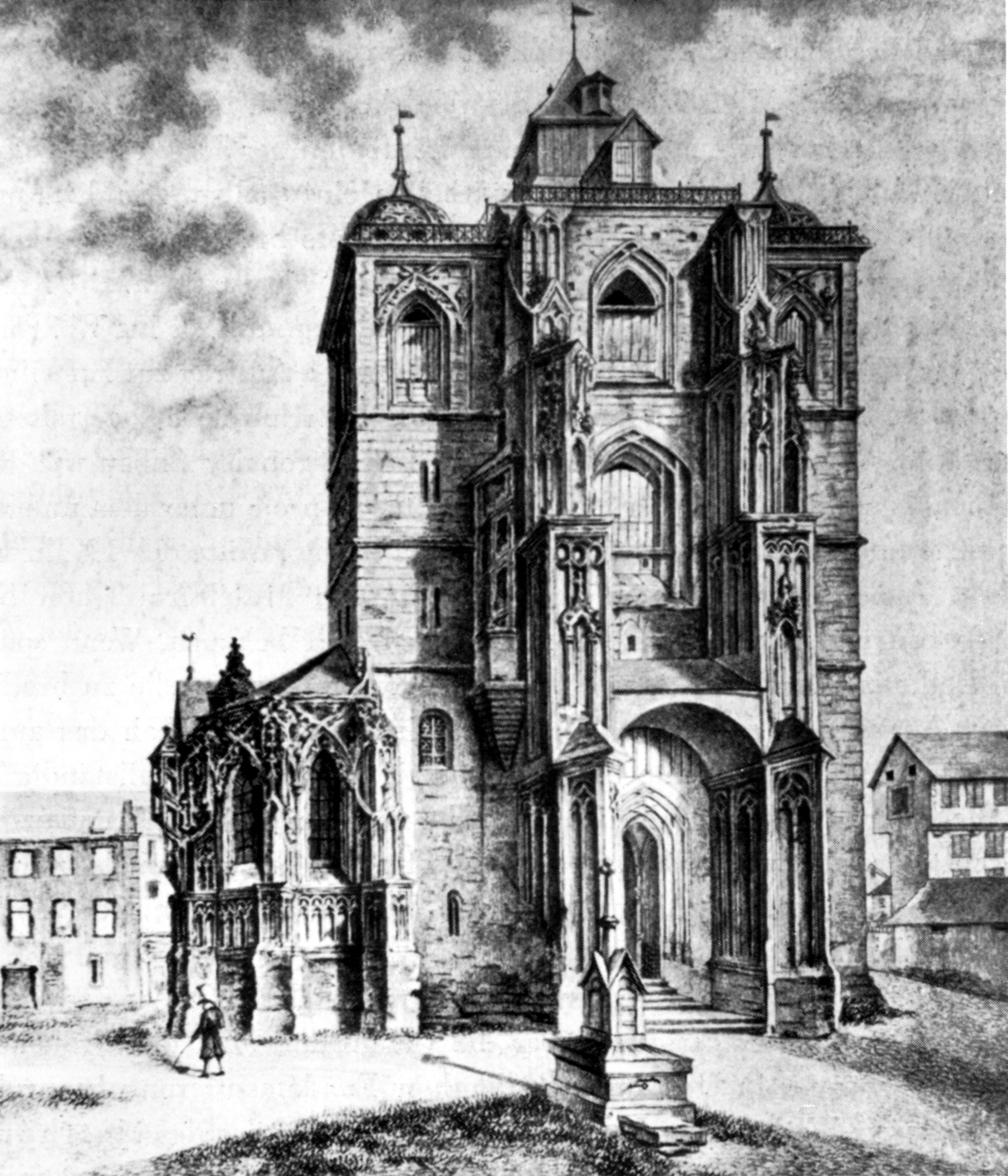
Das Konstanzer Münster, die Kathedralkirche des Domkapitels, ungefähr im Jahr 1825.

Das Domkapitel Konstanz existierte vom Anfang des 9. Jahrhunderts bis zu dessen Aufhebung 1802/1821. Es gehörte der Kirchenprovinz Mainz an und wählte den Bischof. Die Stadt Konstanz, genauer deren älteste Stadtviertel, die Bischofsburg und die Niederburg, waren mit der Kathedralkirche, dem Konstanzer Münster, die Residenz des Domkapitels.

## Historischer Überblick
Das Gründungsjahr des Domkapitels ist nicht exakt bekannt. Erstmals bezeugt sind die canonici de Constantia, also Mitglieder des Domkapitels, um 826 im Reichenauer Verbrüderungsbuch, einer Liste geistlicher Gebetsgemeinschaften, das ab dem Anfang des 9. Jahrhunderts in der Abtei Reichenau erstellt wurde. Das Auftauchen in dieser Liste stellt allerdings keinen direkten Beweis einer Institution dar. Dennoch lässt sich daraus schließen, dass die Kanonikergruppe zu der Zeit eingerichtet worden ist. Erst 854 und 882 kommt der Konstanzer Domklerus explizit in Urkunden vor. Aus dem Vergleich mit weiteren Listen ist die Zahl der Kanoniker in dem Zeitraum auf 20 bis 25 zu schätzen. Bischof Konrad von Konstanz galt dabei als der erste bekannte Dompropst (934–975). Seit dessen Heiligsprechung 1123 war er neben Pelagius und Gebhard von Konstanz (979–995), welcher nach seinem Tod ebenfalls als Heiliger verehrt wurde, Patron des Domkapitels.
Bis zum 12. Jahrhundert bleiben die Quellen spärlich. Erwähnenswert ist die Gründung des bischöflichen Klosters Petershausen 989 durch Bischof Gebhard und die im 9. Jahrhundert beginnende und spätestens seit der Bestätigung des Besitzes des Domkapitels 1155 durch Kaiser Friedrich I. vollzogene Güterteilung. Im 12. Jahrhundert löste sich zudem die vita communis vollständig auf und das capitulum clausum entstand, eine dem Bischof gegenüber autonome Korporation mit unabhängigem Besitz und eigener Verfassung. Es gelang dem Domkapitel, eine unabhängige Stellung einzunehmen. Von nun an war es das Wahlgremium der Bischöfe, wobei Wahlkapitulationen seit 1326 bezeugt sind.
In der Reformationszeit wurde Konstanz reformiert, was dazu führte, dass der Bischof Hugo von Hohenlandenberg und das Domkapitel 1526 aus der Stadt flohen und zunächst in Meersburg und im Frühjahr 1527 in der katholisch gebliebenen Reichsstadt Überlingen Zuflucht fanden. Dort übte das Domkapitel einige Jahre den Chordienst in der Stadtkirche aus, bis es sich 1542 nach Radolfzell unter den Schutz Österreichs begab. In dieser Krisenzeit waren der Bischof und das Domkapitel auf die Hilfe und den Schutz des Kaisers angewiesen. Kaiser Karl V. wünschte Balthasar Merklin (1479–1531) als neuen Bischof, was das Domkapitel nicht ablehnen konnte. Da dieser aber ein Jahr nach seiner Ernennung starb, scheiterten Versuche, das Hochstift Konstanz durch personelle Veränderungen an die kaiserliche Politik zu binden. 1548 zwang Kaiser Karl V. Konstanz zur Rekatholisierung, woraufhin drei Domherren in die Stadt zurückkehrten und die restliche Mehrheit des Domkapitels und der Bischof 1551 folgten.
Zum Ende des 18. Jahrhunderts gab es mit der französischen Revolution und der sich immer weiter verbreitenden aufgeklärten Kritik Entwicklungen, die sich negativ auf die Reichskirche mit ihren Bistümern auswirkten. Die Säkularisation und der Reichsdeputationshauptschluss von 1803 sorgten dafür, dass das Domkapitel seine staatliche und materielle Basis verlor und als weltliche Institution zusammenbrach, als kirchliche aber noch einige Zeit weiter existierte. Es behielt in dem sich langsam auflösenden Bistum Konstanz seine alte Rolle und hielt an Traditionen und alten Prinzipien fest, bis 1821 durch die päpstliche Bulle Provida solersque von Papst Pius VII. das Bistum endgültig aufgelöst wurde. Zu dem Zeitpunkt zählte das Domkapitel noch sechs Mitglieder. 1860 starb der letzte Konstanzer Domkapitular Ignanz Heinrich von Wessenberg in Konstanz.

## Verfassung und Verwaltung
Die Statuten waren Rechtsvorschriften und quasi die Verfassung des Domkapitels. Die ersten noch erhaltenen Statuten von 1294 sind eine Zusammenfassung älterer Statuten und behandelten überwiegend das Verhältnis vom Domkapitel zum Bischof. Im Laufe der Geschichte wurden die Statuten, die sowohl für einzelne Ämter als auch für das Domkapitel insgesamt erlassen wurden, kontinuierlich angepasst und erweitert. Dies geschah durch Beschlüsse des Generalkapitels, die vom Bischof oder in wichtigen Fällen vom Papst bestätigt wurden. Von grundlegender Bedeutung waren die Bestätigung der Privilegien des Domkapitels durch Papst Eugen IV. und die Bulle Piana von Papst Pius IV. 1560. Im Jahr 1576 wurden die mittelalterlichen Gesetze erneut bearbeitet und in einem neuen Statutenbuch zusammengefasst.

### Dompfründen und ihre Bewerber
Im 13. Jahrhundert betrug die Zahl der Dompfründen 20 statt der ursprünglichen 24; drei Pfründen kamen dem Domdekan, dem Domscholaster und dem Priester der St.-Konrads-Pfründe zugute. Eine war die Bischofspfründe, deren Einkommen dem Presbyterat, Diakonat und Sudiakonat (liturgische Offizien im Chordienst) zufielen. Zudem gab es eine Schülerpfründe, die studierende Domherren unterstützen sollte. Die Vergabe der Pfründe erfolgte bis zum Wiener Konkordat 1448 allein durch das Domkapitel, danach abwechselnd mit Rom (päpstliche und Kapitelsmonate). Die meisten Bewerber rekrutierten sich im Mittelalter und in der Neuzeit aus dem Adel, die als Domherren seit dem Ende des 13. Jahrhunderts einen akademischen Grad haben konnten und Graduierte genannt wurden. Es entstand somit eine Konkurrenzsituation zwischen dem hohen und niederen schwäbischen Adel um die 20 Pfründen. Daher beschloss das Domkapitel im Jahr 1326, dass diejenigen Adelsfamilien, die andere Kapitulare entführten, folterten oder ermordeten, bis in die vierte Generation von Dompfründen ausgeschlossen werden sollten. Weiterhin wurden seit 1692 nur noch zwei Verwandte ersten und zweiten Grades zugelassen, um eine Vorherrschaft einzelner Familien zu verhindern. Besonders waren außerdem die in das Kapitel drängenden Eidgenossen, von denen der Adel durch die Exspektanzen bevorzugt wurde. Erst im 18. Jahrhundert wurden diese Wartstellen in Konstanz beseitigt, obwohl sie bereits im Konzil von Trient verboten wurden.
Für die Aufnahme galten für alle Bewerber allgemeine Erfordernisse, wie die eheliche Geburt, körperliche Unversehrtheit, die Ehrbarkeit und ein Weihegrad, womit ein Mindestalter von 24 Jahren einherging. Für die Adeligen gab es eine Adelsprobe, durch die sie ihre adelige Abstammung nachweisen mussten. 1774 wurde sie von der „Achterprobe“ zur „Sechzehnerprobe“ erweitert. Die Aufnahme erfolgte in zwei Phasen. Nach dem Eintritt in das Domkapitel folgte die Karenzzeit, die ein Jahr, einen Monat und einen Tag betrug. Sie wurde im Laufe der Zeit immer wieder verlängert: 1294 und 1634 jeweils um ein Jahr und 1658 um zwei Jahre, sodass ein Kanoniker seitdem fünf Jahre, einen Monat und einen Tag „warten“ musste. In dieser Zeit erhielt er keine Einkünfte aus den Pfründen, wurde aber danach unter der Bedingung, dass er alle Voraussetzungen erfüllen konnte, mit seinem Platz in Chor und Kapitel „belohnt“.

### Ämter und ihre Aufgaben
Neben anderen Ehrenstellen wurden im Konstanzer Domkapitel vier wichtige Dignitäten von unterschiedlichem Rang gezählt. Eine Kumulation dieser Ämter war verboten. Ihre wesentlichen Rechte und Pflichten glichen denen anderer Domkapitels.

#### Dompropst
Der Dompropst war das ranghöchste Mitglied des Domkapitels. Er wurde seit dem 14. Jahrhundert vom Papst bestimmt, sodass die Besetzung der Dignität römischen Interessen entsprach. 1756 gewährte Papst Benedikt XIV. (1740–1758) mit der Bulle suprema dispositione dem Domkapitel das Wahlrecht, was es erstmals 1773 nutzen konnte, und somit die Vergabe der Dompropstei. Der Propst verwaltete das Kapitelsvermögen, indem er unter anderem das jährliche Einkommen der Kapitulare termingemäß und korrekt auszubezahlen hatte, und hatte den Besitz und die Rechte des Domkapitels zu wahren, so wie es in den Statuten zu Beginn des 14. Jahrhunderts geregelt wurde. In Wahlkapitulationen von 1275 wurde der Propst außerdem verpflichtet, in Konstanz zu residieren. Der Hintergrund dazu ist, dass er seine Verwaltungsaufgaben bereits im Spätmittelalter nicht mehr alleine erledigte, sondern von Beamten unterstützt wurde und seine hoch dotierten Pfründe als persönliche Einkünfte betrachtete. Die Residenzpflicht war aber zwischen dem 14. und 18. Jahrhundert gefährdet, da die Pröpste, vom Papst gewählt, sehr oft als Statthalter ihren Aufgaben außerhalb von Konstanz nachgehen mussten. Daneben gab es aufgrund dessen, dass das Bistum und das Hochstift im Mittelalter hoch verschuldet waren, ausgehend von Bischöfen und dem Domkapitel Versuche, in Rom eine Inkorporation der Dompropstei zu erreichen, was 1491 mit dem neu gewählten Bischof Thomas Berlower, der zuvor langjähriger Dompropst war und die Dignität behalten durfte, gelang. Weitere Versuche von Bischof Jakob Fugger (1604–1626), die Dompropstei dem Gewählten auf Lebenszeit oder zumindest einige Jahre zu überlassen, scheiterten.

#### Domdekan
Der Domdekan war der wichtigste Domkapitular. Das freie Wahlrecht stand dem Domkapitel seit einer Bulle von Papst Martin V. (1417–1431) und einer Bestätigung von Papst Pius V. (1566–1572) zu, wobei der Bischof den Gewählten nach der Wahl bestätigen musste. Er musste Priester sein und es wurde von ihm ständige Residenz verlangt, da er vielfältige Aufgaben in der Liturgie übernahm. Er leitete beispielsweise den Gottesdienst in der Kathedrale und die wöchentlichen Kapitelsversammlungen. Dazu kam, dass er den gesamten Schriftverkehr erledigen und die Disziplin der Domherren, Sänger und Kapläne gewährleisten musste. Hervorzuheben ist seine vom Bischof unabhängige Gerichtsbarkeit über die Domherren und Domkapläne, welche in den Wahlkapitulationen der Bischöfe von 1491 festgesetzt wurde. Er bestrafte dabei nur die minder schweren Vergehen, die besonders schweren wurden dem Bischof selbst überlassen. Die Einkünfte des Domdekans waren gemessen an seinen Aufgaben und im Vergleich zur Dompropstei gering. Bischof Franz Konrad von Rodt (1750–1775) trug zu einer Verbesserung der Einkünfte durch die Inkorporation mehrerer Benefizien bei.

#### Domkustos und Domkantor
Beide Ämter wurden vom Bischof frei verliehen. Der Domkustus, im Mittelalter oft Thesaurar genannt, verwaltete den Kirchenschatz und die liturgischen Geräte und kümmerte sich um die Bibliothek des Domkapitels. Weitgehend wurde er von einem Subkustos, einem Domkaplan, unterstützt und entlastet. Der Domkantor war für die musikalische Gestaltung der Gottesdienste verantwortlich und in Konstanz stets ein bepfründeter Domherr. Besonders ist die Vereinigung des Kantors und des Scholasters. Walter von Schiffhausen (1294–1322) war Scholaster und Kantor zugleich; vorher waren Scholaster seit 1048 bezeugt. Seitdem waren beide Ämter vereint, was später in den Statuten von 1576 bestätigt wurde. Somit leitete der Kantor auch die Domschule.

### Pflichten und Rechte der Kapitulare
Vorschriften und Rechte der Kapitulare sind in den Statuten festgehalten. Die Domherren sollten ständig residieren. Nach dem Statutenbuch von 1576 wurden neun Monate ohne Unterbrechung verlangt. Dies war vor allem in der Neuzeit eine Idealvorschrift, da viele Domherren aufgrund der Kumulationen mehrerer Pfründen an verschiedenen Orten residenzpflichtig waren. Generell musste jeder Domherr täglich am kirchlichen Stundengebet teilnehmen. Die Anwesenheit wurde dabei dokumentiert und überprüft. Dieselbe Regelung galt für die Kapitelsversammlungen, für deren Teilnahme jeder Anwesende den „Kapitelsschilling“ erhielt. Diese fanden einmal wöchentlich am Freitag (seit 1501, vorher am Mittwoch) statt und behandelten eher kleine, alltägliche Probleme. Sehr streng wurde die Anwesenheitspflicht beim sogenannten Peremptorialkapitel vom 1. bis zum 24. August gehandhabt. Als Strafe für die Nicht-Teilnahme musste der Abwesende zehn Goldgulden zahlen und bekam keine Einkünfte, die in der Zeit für die Präsenz ausgezahlt worden wären. Vorgeschrieben war außerdem, dass jeder am Dom residierende Kapitular eine eigene Wohnung haben musste. Im 16. Jahrhundert war der Bauzustand der damaligen 18 Höfe allerdings sehr schlecht und nur reichere Kapitulare konnten eigenes Kapital investieren, um eine standesgemäße Wohnung zu haben. Gegenüber diesen Pflichten hatten die Domherren einige Einkünfte, die mal mehr und mal weniger hoch waren und natürlich von dem Rang innerhalb des Domkapitels abhingen. Haupteinnahmequellen waren die fälligen Distributionen aus der Dompfründe, über das Jahr erworbene Präsenzgelder und Sonderzuwendungen aus Ämtern innerhalb und außerhalb des Domkapitels.

#### Bischofswahlrecht
Das wohl bedeutendste Sonderrecht des Domkapitels war das Bischofswahlrecht. Nach dem Ende des Investiturstreits durch das Wormser Konkordat ist im Jahr 1138 die Wahl Hermann von Arbons (1138–1165) zum Bischof durch die Domherren bezeugt. Problematisch wurde die Situation 1306, als das Domkapitel den Nachfolger des verstorbenen Bischofs Heinrich von Klingenberg (1293–1306) nicht alleine bestimmen konnte und in dem Jahrhundert unter den Druck des Papstes geriet. Schlimmer wurde es durch das große abendländische Schisma (1378–1417), bei dem sich das Domkapitel in römische „Urbanisten“ und avignonesische „Klementisten“ aufspaltete. Erst 1436 waren die Domherren nach einer kurzen Sedisvakanz des Bischofsamtes wieder in der Lage, einstimmig den neuen Bischof Heinrich von Hewen (1436–1462) zu wählen, und besaßen seitdem wieder das alleinige Wahlrecht.
Die Wahlkapitulationen standen in einem engen Zusammenhang mit den Bischofswahlen. Das Domkapitel machte seinen Einfluss und die bestehenden Rechte in bischöflichen Eiden, auch Juramente genannt, geltend, welche aus einer bestimmten Anzahl an Artikeln bestanden. Die ersten Wahlkapitulationen gab es 1326, als Bischof Rudolf Graf von Montfort (1322–1334) die Vorschriften von sieben Artikeln als verpflichtend annahm. Seitdem wurden diese Kapitulationsinstrumente stetig ausgebaut. Kurz vor der Reformationszeit mussten die Bischöfe damit erhebliche Zugeständnisse machen. Die Eide zeigen auf, dass das Domkapitel seine korporative Stellung als Mitregent und sein Mitspracherecht in der Verwaltung von Bistum und Hochstift sichern wollte.
Die politische Situation in der Reformationszeit im 16. Jahrhundert hatte einen Einfluss auf die Bischofswahlen. Das Domkapitel musste sich dem Willen der Habsburger beugen und neben Balthasar Merklin weitere Personen in einigen Ämtern akzeptieren. In der schwierigen Zeit entwickelte sich bis 1601 jedoch die für die Neuzeit gültige Wahlkapitulation, die den politischen Verhältnissen und Bedürfnissen entsprach. In den darauffolgenden letzten zwei Jahrhunderten des Bistums gab es keine nennenswerten Einschnitte in die Bischofswahlen mehr. Im Jahr 1743 wurden im Übrigen mit den Wahlkapitulationen Koadjutoren mit dem Recht auf Nachfolge verboten, da es zuvor zu Unstimmigkeiten zwischen dem Domkapitel und dem von Bischof Johann Franz von Stauffenberg (1704–1740) als Nachfolger gewünschten Damian Hugo Kardinal von Schönborn (1740–1743) gegeben hatte.

## Religiöses und geistiges Leben
Die geistliche Kernaufgabe des Domkapitels war der Chordienst im Konstanzer Münster. Abgesehen von den Gottesdiensten wurden unter anderem der Gedenktag von Konrad von Konstanz am 26. November und jener von Pelagius am 1. September gefeiert.

### Reliquien und Wallfahrten
Es gab im Domkapitel bzw. Bistum Konstanz einige Reliquien, die von großer Bedeutung waren. Dazu zählten die Gebeine einiger Heiliger wie beispielsweise die Gebeine der Bistumsheiligen Konrad und Pelagius, welche im Konstanzer Münster verwahrt wurden, dessen Krypta vermutlich extra für die Gebeine des Pelagius errichtet wurde. Im Kloster Petershausen lagen zudem die Gebeine des heiligen Gebhard von Konstanz. Der Bildersturm im 16. Jahrhundert setzte den Reliquien ein Ende. Nachdem der ganze Domschatz in Abwesenheit des Domkapitels, welches sich im Exil befand, durch die Stadt vermünzt wurde, wurden fast alle Reliquien 1530 in den Rhein geworfen.
Durch die intensive Volksfrömmigkeit in und um Konstanz wurden viele Wallfahrten zum Beispiel nach Rom, Santiago de Compostela, Einsiedeln und auch regionalen Wallfahrtskirchen organisiert. So sind exemplarisch ab 1670 Wallfahrten auf den Gebhardsberg bei Bregenz zur 1723 errichteten St.-Gebhards-Kapelle bekannt, wo 1821 eine Armreliquie des heiligen Gebhards aus dem Kloster Petershausen untergebracht wurde. Das Konstanzer Münster galt ebenfalls als Wallfahrtsort, insbesondere die Mauritiusrotunde.

### Domschule
Die Domschule des Bischofs und des Domkapitels kommt im 11. Jahrhundert in Quellen das erste Mal vor. Sie wurde bis in das 12. Jahrhundert vom Domscholaster geleitet, danach übernahm ein Schulmeister die Leitung. Unterrichtet und ausgebildet wurden Anwärter auf die Domherrenschaft, junge Domherren und andere Geistliche unter anderem in den Fächern Theologie, Bibelkunde, Grammatik, Dialektik und Rhetorik. Im 14. und 15. Jahrhundert gab es bis zu 300 Schüler, die an der Domschule überwiegend zur Vorbereitung auf ein Studium waren. Die Domschule hatte bis in das 16. Jahrhundert einen sehr guten Ruf und war überregional bekannt, bis ihre Bedeutung sank, als in der Reformationszeit eine städtische Lateinschule eröffnete. 1610 folgte die Errichtung eines Jesuitengymnasiums durch Bischof Jakob Fugger, welches die Domschule endgültig ersetzte. Dort empfingen viele Kanoniker ihre erste Bildung, welche das Gymnasium oft förderten.

### Dombibliothek
Der Bestand der Dombibliothek des Bischofs und des Domkapitels ist heute nicht erhalten, sondern über mehrere Bibliotheken verteilt. In ihren Anfängen im 6. Jahrhundert galt ihr Bestand zwar als relativ klein, dafür aber als guter Repräsentant der zeitgenössischen Schriftstücke. Sie war zunächst im Ostflügel des Münsters untergebracht, in welchem sich auch die Domschule befand. Um 1450 wurde sie in das Wirtschaftsgebäude verlegt. Die Bibliothek wurde oft von den Bischöfen und den Domherren besucht und zu Arbeits- und Studienzwecken benutzt. Die Domschule besaß seit ihrer Gründung im 11. Jahrhundert ebenfalls das Privileg zur Benutzung der Dombibliothek. In Konstanz gab es zumindest bis zum 13. Jahrhundert ein Skriptorium und gegen Ende des 15. Jahrhunderts Buchdruck. 1474 wurde zum Beispiel das erste gedruckte Messbuch hergestellt, allerdings wahrscheinlich nicht in Konstanz direkt, sondern an einem Ort im Bistum, beispielsweise in Augsburg oder Basel, da der erste Drucker in Konstanz erst 1505 sicher belegt ist.